# Tor macrolepis
Tor macrolepis är en fiskart som först beskrevs av Heckel, 1838.  Tor macrolepis ingår i släktet Tor och familjen karpfiskar. Inga underarter finns listade i Catalogue of Life.